# Fotboll i Belgien

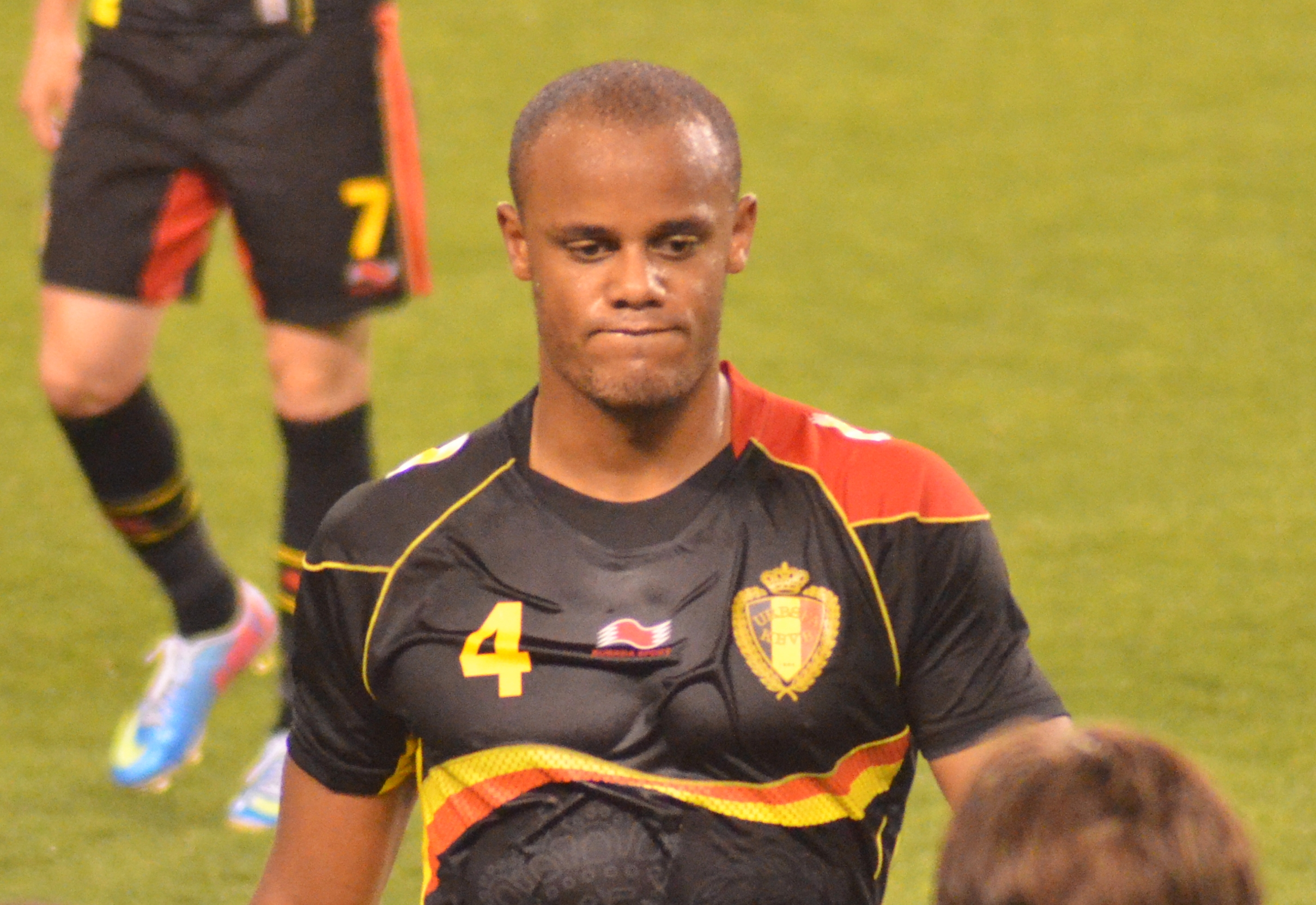
Vincent Kompany är kapten i Belgiens herrlandslag i fotboll.

Fotboll i Belgien administreras sedan 1895 av Belgiens kungliga fotbollsförbund och är en av landets mest populära sporter. Den 13 november 2015 var Belgiens herrlandslag i fotboll rankade som nummer ett på Fifas världsranking. Vid samma tidpunkt var damlandslaget rankade som nummer 28 på motsvarande ranking för damer. Bland landets mest framgångsrika fotbollsklubbar kan nämnas RSC Anderlecht, Club Brugge KV och Standard Liège.

## Landslag
Herrlandslagets första match spelades den 1 maj 1904 mot Frankrike och slutade 3-3. Guldet i de Olympiska spelen hemma i Antwerpen 1920 blev den främsta meriten under de tidiga landslagsåren. I finalen mötte Belgien Tjeckoslovakien. Belgarna ledde matchen med 2-0 när, efter flera kontroversiella beslut, tjeckoslovakerna gick av planen några minuter före halvtid. Belgien tilldömdes därmed guldet.